# Tamworth
Tamworth är en stad i distriktet Tamworth, i grevskapet Staffordshire i England i Storbritannien. Orten hade 71 650 invånare år 2001. Staden ligger ungefär 25 kilometer nordöst om Birmingham. Staden har fått sitt namn från floden Tame.
Staden var huvudstad i kungariket Mercia. Staden nämndes i Domedagsboken (Domesday Book) år 1086, och kallades då Tamuuorde.